# 格里辛根
格里辛根是德国巴登-符腾堡州的一个市镇。总面积8.16平方公里，总人口1054人，其中男性531人，女性523人（2011年12月31日），人口密度129人/平方公里。